# Belcaire
Belcaire en idioma francés, Bèlcaire en idioma occitano,  es una localidad y comuna francesa, situada en el departamento del Aude en la región de Languedoc-Roussillon y en el denominado País de Sault. 
A sus habitantes se les conoce por el gentilicio Belcairois.

## Demografía
| 585 | 504 | 463 | 421 | 360 | 392 |
| Para los censos de 1962 a 1999 la población legal corresponde a la población sin duplicidades (Fuente: INSEE [Consultar]) |     |     |     |     |     |

Hasta principios de la década de 1990, el éxodo rural afectó negativamente a Belcaire. Sin embargo, entrando ya en el siglo XXI, se vuelve a invertir en el pueblo, aumentando la población que se establece, frenando la hasta entonces involución demográfica.